# Demarest Building

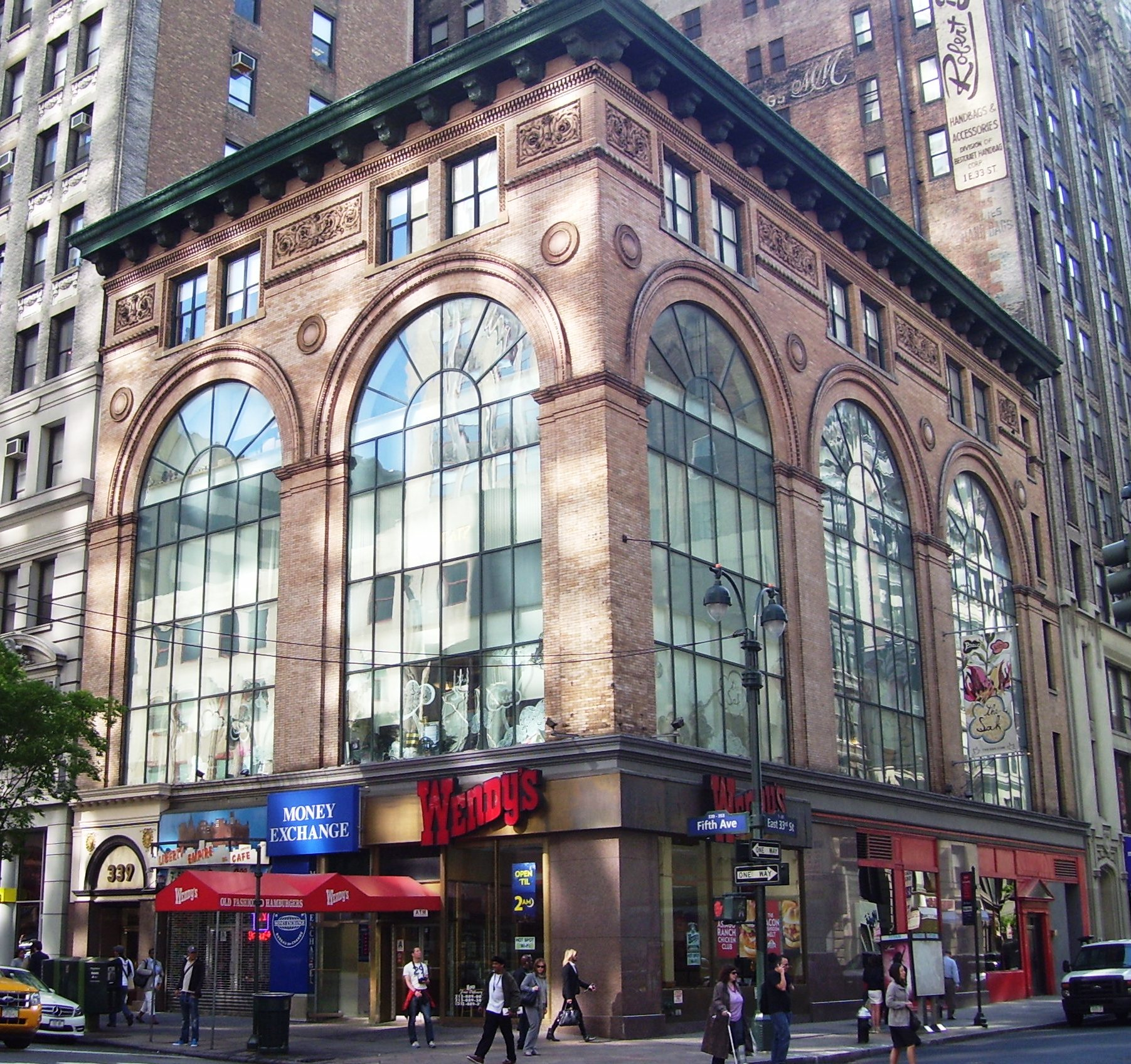
Demarest Building, Mai 2011

Das Demarest Building war ein Multifunktionsgebäude an der Adresse 339 Fifth Avenue im Stadtbezirk Manhattan in New York City. Es wurde 1890 von Aaron T. Demarest im Gewerbegebiet als Ausstellungsraum und Manufaktur für seine Luxus-Kutschen errichtet. Das Gebäude war das weltweit erste mit einem elektrischen Aufzug. Es wurde im Jahr 2022 abgerissen, um Platz für den Neubau eines 21-stöckigen Wohnhochhauses zu schaffen.

## Lage
Das Gebäude stand an der Nordostecke der Kreuzung von Fifth Avenue und 33rd Street direkt gegenüber dem Empire State Building. Es wurde von James Renwick, Jr. von Renwick, Aspinwall & Russell entworfen. Der elektrische Aufzug stammte von den Gebrüdern Otis. Auf der gegenüberliegenden Straßenseite befand sich das William Waldorf Astor’s Mansion, wo später das Hotel Waldorf Astoria entstand. 
Vorher befanden sich an der Stelle drei Bürgerhäuser, die in Brownstone aufgemauert waren. Sie hatten die Adressen 335, 337, 339 Fifth Avenue.

## Architektur

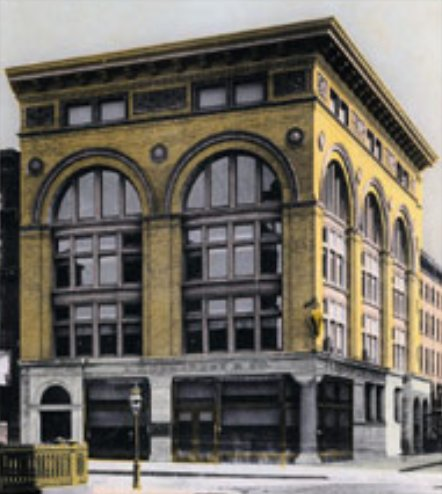
Demarest Building, Pigmentdruck, ca. 1891.

Das Gebäude wurde im Stil der Beaux-Arts-Architektur erbaut und verfügte über ein Eisenrahmenwerk und vier Stockwerke. Ursprünglich hatte es außen am Erdgeschoss eine Steinverkleidung. Das Sichtmauerwerk bestand aus sandfarbigen Ziegelsteinen und trug Baudekorationen aus Terrakotta-Medaillons und Paneelen, welche die Fassade strukturierten. Die Fensterfronten erstreckten sich über drei Stockwerke und schlossen nach oben in Bögen ab. Sie waren getrennt durch Ziegel-Pilaster an der Front des Gebäudes. Diese Rundbogenfenster dienten dazu, die Ausstellungsräume im Inneren mit Licht zu durchfluten. Die ursprünglichen Fenster, die über zwei Stockwerke reichten, wurden mit schmiedeeisernen Rahmen hergestellt, die in die Bögen eingesetzt wurden. Man sagt, dass das Gebäude an die Carnegie Hall erinnerte.

## Geschichte

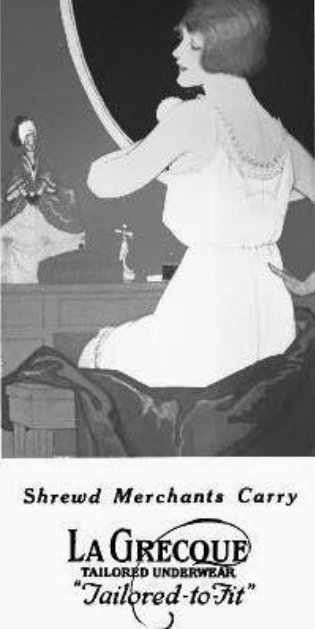
La Grecque Underwear Co. bezog das Gebäude im Jahr 1921

1893 brannte das Gebäude aus, und ein großer Teil der Kutschen verbrannte. Der Brand erregte vor allem bei den Gästen des Hotel Waldorf großes Aufsehen.
Später wurden in dem Gebäude Büros und Manufakturen eingerichtet.
1913 zog Dr. Friedrich Franz Friedmann ein, der behauptete, ein Mittel gegen Tuberkulose zu vertreiben. Er erhielt jedoch vom Vermieter keine Erlaubnis, Patienten zu behandeln.
Weitere Firmen, die das Gebäude im Laufe der Jahre benutzten, waren Teitelbaum & De Marinis (Hutmacher), Harris Store (Luxuskleidung), Flapper Coats, La Grecque Underwear Company, Allied Steel and Supply Company, Hirschberg & Company (Hutmacher) und E. & J. Bass, Inc (Glaswaren).
2015 wurden von der Baufirma Pi Capital Partners Pläne entworfen, das Gebäude zusammen mit den nebenstehenden Gebäuden durch einen neuen Residential Tower zu ersetzen.